# Torsburgen
Torsburgen este o arie protejată (arie specială de conservare — SAC, sit de importanță comunitară — SCI) din Suedia întinsă pe o suprafață de 158,5 ha, integral pe uscat.

## Localizare
Centrul sitului Torsburgen este situat la coordonatele 57°24′42″N 18°43′08″E / 57.4116°N 18.7188°E.

## Înființare
Situl Torsburgen a fost declarat sit de importanță comunitară în decembrie 1995 pentru a proteja 2 specii de plante. Situl a fost protejat și ca arie specială de conservare în martie 2011.

## Biodiversitate
Situată în ecoregiunea boreală, aria protejată conține 4 habitate naturale: Lespezi calcaroase, Taiga vestică, Alvar nordic și șisturi calcaroase precambriene, Mlaștini calcaroase cu Cladium mariscus și specii de Caricion davallianae.
La baza desemnării sitului se află mai multe specii protejate de  plante (2): Pulsatilla vulgaris subsp. gotlandica, Senecio jacobaea subsp. gotlandicus.